# Назарова, Наталья Ивановна
Ната́лья Ива́новна Наза́рова (28 июня 1949, Алма-Ата — 17 марта 2022, Москва) — советская актриса театра и кино. Заслуженная артистка РСФСР (1988).

## Биография
Родилась 28 июня 1949 года в Алма-Ате. В 1972 году окончила школу-студию МХАТ (курс Павла Массальского) и поступила в труппу Московского Художественного театра. Среди театральных ролей: Аня («Сталевары»), Альдонса («Дульсинея Тобосская»), Нюра («Старый Новый год»), Ночь («Синяя птица»), Юля («Последний шанс»), Вера («Утиная охота»), Ольга и Калерия («Дачники»), Евпраксеюшка («Господа Головлёвы»).
С 1972 года актриса часто снималась в кино. Среди лучших её киноработ: Верочка («Неоконченная пьеса для механического пианино»), Тамара («Молодая жена»), Нюра («Старый Новый год»), Люся («Любимая женщина механика Гаврилова»), Нина Иванова («Мисс миллионерша»).
Участвовала вместе с Юрием Богатырёвым в детской передаче «Будильник» (выпуски «Рассказы Михаила Зощенко» (1984), «Стихи Агнии Барто» и «Рассказы А. П. Чехова» (оба выпуска — 1986)).
В 1989 году в Безымянном переулке на актрису напал неизвестный мужчина, ударив по голове тяжёлым предметом. Милиции не удалось найти преступника. Актриса почти год провела в больнице, на почве черепно-мозговой травмы развилась шизофрения. Назарову уволили из МХТ им. Чехова из-за душевной болезни. До своей смерти являлась инвалидом второй группы и находилась под постоянным наблюдением врачей.
30 июня 2010 года была героиней ток-шоу Андрея Малахова «Пусть говорят».
Скоропостижно скончалась 17 марта 2022 года в Москве на 73-м году жизни. 23 марта 2022 года в закрытом формате состоялась церемония прощания с актрисой и кремация. Прах захоронен на Перепечинском кладбище.

## Семья
Отец — Иван Андреевич
Мать — Лидия Викторовна
Муж — Вячеслав Обросов, театровед, в разводе с начала 1980-х годов.
Детей нет.

## Фильмография
- 1971 — 12 стульев — экскурсантка в клубе
- 1973 — Любить человека — гостья
- 1972 — Человек на своём месте — секретарша Татьяна
- 1975 — Раба любви — актриса в немом фильме
- 1976 — Сентиментальный роман — Лиза
- 1977 — Позови меня в даль светлую — Наташа, гостья в ресторане
- 1977 — Неоконченная пьеса для механического пианино — Верочка
- 1977 — Почти смешная история — соседка Мешкова
- 1978 — Завьяловские чудики — Нюра
- 1978 — Лекарство против страха — Пачкалина
- 1978 — Молодая жена — Тамара
- 1978 — Сибириада — сноха Соломиных
- 1979 — По данным уголовного розыска — жена Кравцова
- 1980 — Ночное происшествие — Зинаида Павловна Симукова, сожительница Воронова
- 1980 — Последний побег — Вдовина, мать Эдика
- 1980 — Старый Новый год — Нюра
- 1980 — Тайное голосование — Березовская
- 1981 — Любимая женщина механика Гаврилова — Люся
- 1984 — Злой мальчик
- 1987 — Забавы молодых — Мария Гавриловна
- 1987 — Сын — Журчина
- 1987 — Шантажист — Люба, актриса
- 1987 — Этот фантастический мир. Фильм двенадцатый: С роботами не шутят — робопсихолог Сьюзен Келвин
- 1988 — Воскресенье, половина седьмого — заведующая переплётной мастерской
- 1988 — Куколка — мать Тани
- 1988 — Мисс миллионерша — Нина Иванова
- 1988 — Трудно первые сто лет — мать Вари

## Телевидение
Снялась в нескольких выпусках детской телепрограммы «Будильник»:
- по рассказам Михаила Зощенко (1984) — Лёля;
- по рассказам Антона Чехова — разные роли;
- по стихам Агнии Барто (1986) — разные роли.